# 휴대 전화 장식

휴대 전화 장식은 때로는 잭 포트에 맞는 폰 커넥터 또는 실리콘 플러그를 통해 모바일 장치에 연결되는 장식이다. 폰 스트랩, 전화 끈, 전화 고리 등으로도 불린다. 일부 휴대폰에는 스트랩을 부착할 수 있는 고리 구멍이 있을 수 있으며, 루프 구멍이 없는 휴대폰의 경우 스트랩을 사용하기 위해 휴대폰 케이스가 필요할 수 있다. 일본에서는 "휴대스트랩"(携帯ストラップ)이라고 부른다. 핸드폰줄은 이제 기본적인 기능을 넘어 하나의 문화 현상이 되었으며, 헬로키티 등 유명 캐릭터를 테마로 하기도 한다. 휴대폰 스트랩은 화면 청소와 같은 추가 기능을 제공할 수도 있다.

## 역사
전화 장식은 처음에는 일본에서 시작되었고 이후 미국에서 시작되었다. 그들은 영국과 아일랜드에서 점차 인기를 얻고 있다. 최근 몇 년 동안 이러한 방식으로 휴대폰을 장식하는 것이 인기를 얻었으며 마키에 스티커도 특히 일본과 그 정도는 덜하지만 아시아에서 점점 더 보편화되고 있다.

## 장식의 종류
작은 피규어 캐릭터, 라인스톤 크리스탈 참, 작은 테디베어 등 다양한 장식이 준비되어 있다. 일부 장식은 전화벨이 울릴 때 깜박이거나 켜진다. 많은 부적에는 작은 종이 부착되어 있으며 가샤폰 기계에서 사용할 수 있는 부적이 있는데, 그 중 다수는 비디오 게임과 같은 다양한 인기 프랜차이즈의 캐릭터를 기반으로 한다. 장치의 디스플레이를 청소하기 위해 손가락에 대는 방법도 있다. 최근 몇 년 동안 매력은 무선 스피커 클립과 같은 소형 전자 제품부터 에어팟이나 갤럭시 버드와 같은 무선 헤드폰 케이스, 파워 뱅크, 특정 스마트폰 케이스에 액세서리를 걸 수 있는 루프 링이 있는 경우까지 다양하다.

## 같이 보기
- 열쇠고리